# Fischbachtal
Fischbachtal es una municipalidad ubicada en el distrito de Darmstadt-Dieburg, en Hesse, Alemania. Cubre un área de 13.27 km², con una altura sobre el nivel del mar de entre 190 y 348 m. El 31 de diciembre de 2009, tenía una población de 2.671 habitantes, lo que daba una densidad poblacional de 201 habitantes por km².

## Geografía

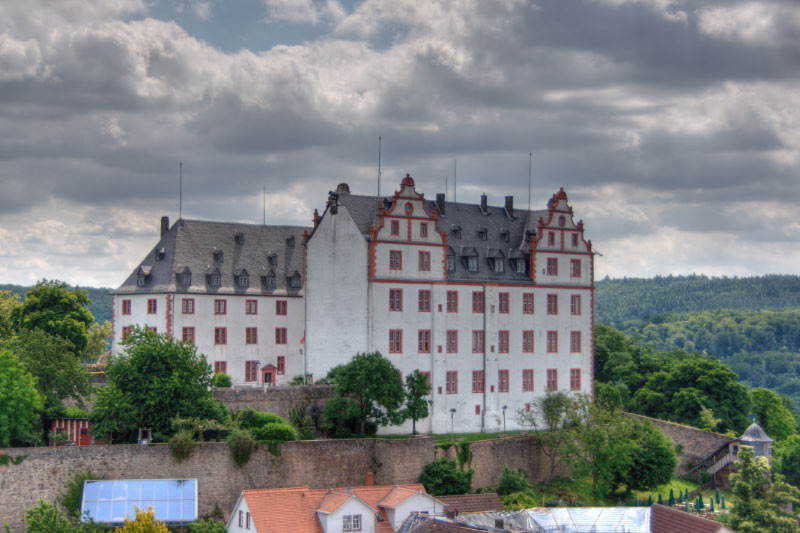
Schloss Lichtenberg, Fischbachtal

### Localidades vecinas
Fischbachtal limita al norte y al este con la localidad de Groß-Bieberau, al sureste con las localidades de Fränkisch-Crumbach (ambas de Odenwald) y Lindenfels (Bergstraße) y al oeste con la localidad de Modautal.